# Papilio charopus
Papilio charopus là một loài bướm thuộc họ Bướm phượng (Papilionidae). 
Loài Papilio charopus được mô tả năm 1843 bởi Westwood. Loài bướm Papilio charopus sinh sống ở .

## Hình ảnh

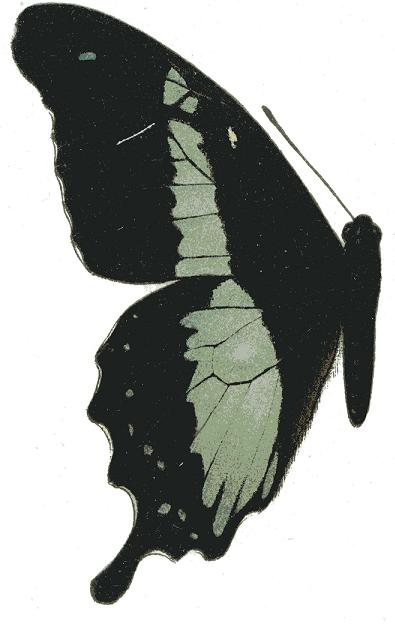
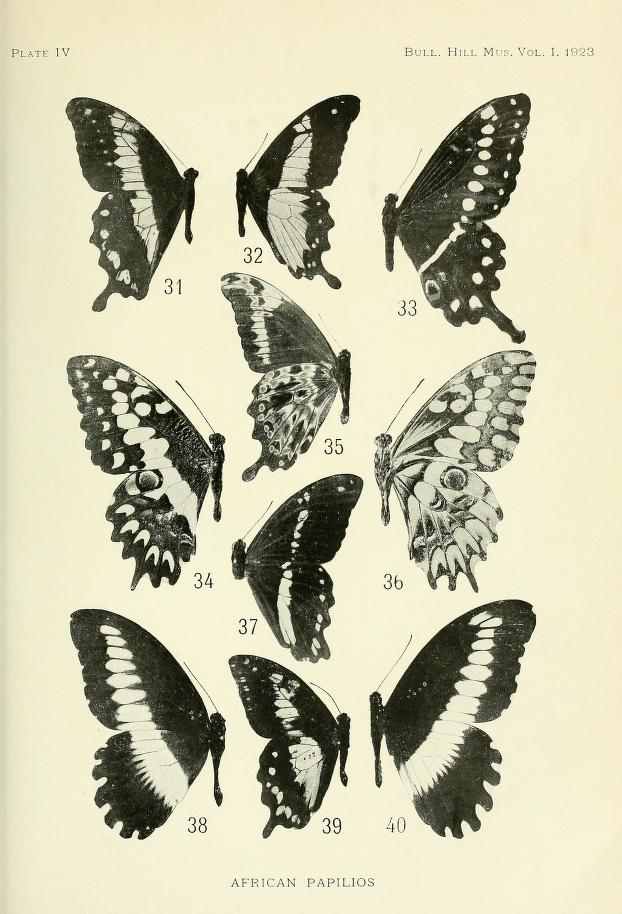
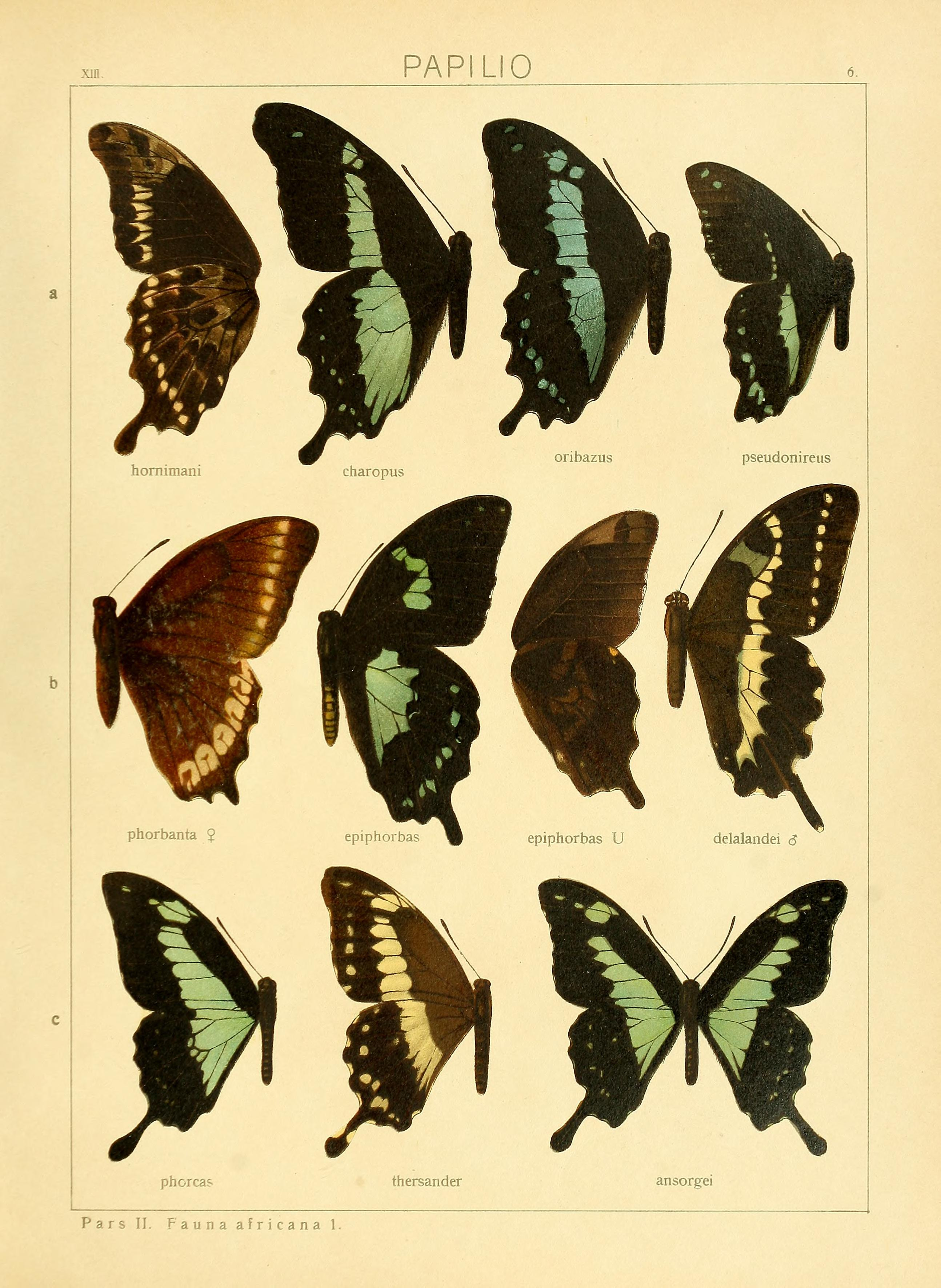